# Т-80 (лек танк)
Т-80 е съветски лек танк от Втората световна война. Разработен е през октомври-ноември 1942 г. в Горкиевските автомобилни заводи (ГАЗ) под ръководството на Николай Астров. Приет е на въоръжение в РККА през декември 1942 г. и е произвеждан от завод №40 в гр. Митишчи. Заводът обаче няма достатъчно специалисти и квалифицирана работна ръка, в резултат на което доставките на танка сериозно се забавят. През август 1943 г. е решено да бъде спряно производството му за сметка на самоходната артилерийска установка за поддръжка на пехотата СУ-76. Общо са произведени 79 танка – 2 опитни образеца и 77 бойни машини. Спирането от производство на Т-80 слага край на разработките на съветските леки танкове.

## История на създаването
Още при разработването на танка Т-70 едно от основните изисквания на военните е създаването на двуместна купола и увеличаване на екипажа на 3 души – при танковете Т-60 и Т-70 командирът е и пълнач и стрелец с оръдието и картечницата. Въпреки че е разработена такава купола, тя не влиза в серийно производство. Успоредно с нея конструкторският екип на Н. Астров създава и танк с нова двуместна купола с оръдие, което може да стреля с много голям ъгъл на възвишение – 65°. Първоначалната идея е била танкът да може да води огън по въздушни цели. Тежките боеве в градска обстановка, водени по това време в Сталинград, показват необходимостта от оръдия, способни да стрелят по високите етажи на сградите.
Танкът с нова купола е съоръжен с нов, по-мощен форсиран двигател и увеличена бронировка. Под името „изделие 080“ през ноември 1942 г. двата опитни екземпляра преминават изпитанията и през декември същата година танкът е приет на въоръжение под името Т-80. Тъй като заводите ГАЗ по това време нямат достатъчно мощности, за да започнат производството на новия танк, е решено да започне производството му в завод №4 – в Митишчи, Московска област.

## Описание на конструкцията
Танкът е изграден на основата на корпус и ходова част на Т-70. Основната разлика е в новата купола на танка. Тя е с по-широк погон – 1112 мм в диаметър, при 966 за Т-70. Самата купола в основата си е цилиндрична, изработена от стомана с дебелина 45 мм, а бронелистовете на стените са с дебелина 35 мм. Поради по-голямата маса на куполата се налага увеличение на дебелината на подкуполния брониран лист, който е съединен с надмоторния. Тази промяна води до сериозен недостатък на танка при ремонта му в полеви условия – двигателят не може да бъде демонтирен, без да се свали първо куполата.

### Компоновка
Танкът има пет отделения (от предната към кърмовата част):
- трансмисионно, намиращо се отдясно;
- отделение за управление – отляво;
- моторно отделение – по десния борд в средата на корпуса;
- бойно отделение – по левия борд в средата на корпуса;
- кърмово отделение – за горивните резервоари и охладителния радиатор на двигателя.

Екипажът е от трима души: командир, мерач и механик-водач.
Вътрешната връзката между членовете на екипажа се осъществява с вътрешни разговорни устройства ТПУ-2, а външната връзка – с радиостанция 12 РТ.

### Двигател и трансмисия
Двигателят е бензинов ГАЗ-203Ф (последователно сдвоени 6-цилиндрови форсирани двигателя ГАЗ-80 всеки с мощност от 85 к.с.). Двата бензинови резервоара са с обем 440 л и са отделени от останалата част на танка в брониран отсек. За гориво се използва авиационен бензин КБ-70 или Б-70. Запасът от ход на танка по шосе е 320 км. Танкът, както и предшественика си Т-70, е снабден и с предпусков калориферен подгревател на двигателя за подпомагане на работата му в зимни условия.
Трансмисията е механична и се състои от:
- двудисков полуцентробежен главен фрикцион със сухо триене „стомана по феродо“;
- четиристепенна скоростна кутия (4 скорости напред и една назад);
- карданен вал;
- коническа главна предавка;
- два мноогдискови бордови фрикциона със сухо триене „стомана о стомана“ и лентови; спирачки с накладки от феродо;
- два едноредови редуктора.

Ходовата част е идентична с тази на Т-70: с предни водещи колела и ленивци отзад с механизъм за натягане на веригата, 5 опорни ролки с гумени шини и 3 поддържащи ролки на всеки борд, веригата се състои от 91 трака. Окачването е торсионно, индивидуално, без амортисьори, с ограничители на хода на опорните ролки – за първа и трета ролка ограничители са поддържащите ролки.

### Въоръжение
Танкът е въоръжен с 45-мм оръдие обр. 1932/38 г. 20-К с дължина 46 калибъра с боекомплект от 94-100 унитарни снаряда. Боекомплектът включва осколъчни, фугасни, бронебойни и бронебойно-подкалибрени снаряди. С оръдието е сдвоена 7,62-мм картечница ДТ с боекомплект от 1008 патрона (в 16 диска). Екипажът разполага допълнително с картечен пистолен ППШ с 3 диска (213 патрона) и 12 ръчни гранати Ф-1. Мерачът разполага с прицел телескопичен ТМФ-1 за стрелба по наземни цели и колиматорен – К-8Т, за стрелба по въздушни цели

### Защита
Корпусът на танка е направен от повърхностно закалени стоманени плочи с дебелина 10 (дъно), 15 (горна част), 25 (бордове), 35 и 45 (челни листове) мм. Куполата има форма на шестостенна пресечена пирамида, изградена от заварени повърхностно закалени стоманени плочи с дебелина 35 мм (45 мм за челния лист). Под седалката на механик-водача е направен авариен люк за бързо напускане на танка.

## Модификации
Танкът е произведен в малка серия и няма официални модификации. Единствено на ниво опитни образци има две модификации:
- Т-80 с 45-мм оръдие ВТ-43 – проект на конструкторското бюро на ГАЗ и ОКБ № 172 от периода 1943 г. Оръдието (модифицирана танкова версия на противотанковото оръдие М-42) се оказва неефективно за стрелба по въздушни цели, по показва добри резултати по цели на високи сгради или хълмове. Препоръчано е да започне производството на тази модификация, но заради увеличените заявки за самоходни установки СУ-76 разработката е прекратена.
- Т-80 с двигател GMC – проект за монтиране на американски дизелов двигател GMC с мощност 210 к.с. Повишената мощност е позволявала да се увеличи бронировката и да се монтира новото оръдие ВТ-43, но проектът е спрян още на ниво ескизи.